# Brabus
Брабус је немачка тјунерска фирма, специјализована за прераду Мерцедесових, Смартових и Мајбахових аутомобила. Брабус је највећи Мерцедесов тјунер, осим Мерцедес-АМГ-а, која је Дајмлерова подружница од 1999. године.
Компанију је основао 1977. године доктор инжењерства Бодо Бушман са пријатељем Клаусом Бракманом, јер према немачком закону фирма може бити основана са најмање две особе. Седиште компаније се налази у граду Ботроп, у Немачкој, где се налазе и фабрике са пистама и полигонима за тестирање возила. Име компаније је настало из прва три слова презимена оснивача (Brackman и Buschmann). Након оснивања предузећа, Бракман није показао интересовање за модификацију возила, па је продао своје акције Бушману.
Купци могу да купе Брабусова возила или у договору са компанијом, своја возила која већ имају, да по сопственој жељи модификују. Модификације по жељи купаца Брабус наплаћује изузетно скупо.
Брабус ради разне измене и надоградње каросерије и мотора комбинујући са савременим материјалима и техничким решењима. Компанија такође ради побољшања у унутрашњости возила. Примарни циљ Брабуса јесте постизање максималних перформанси мотора уз повећање коњских снага и обртног момента.
Брабус своја возила продаје у преко сто земаља широм света. Операције које ради нису много велике, јер има свега 350 запослених радника. Главна особина компаније јесте то што није окренута великим масама. Брабусови аутомобили су прескупи, тако модел S86 је процењен на 604.000 евра.